# Інтернаціональна вулиця (Євпаторія)
Вулиця Інтернаціональна — є найдовшою вулицею в Євпаторії. Це ще і Головна вулиця Євпаторії. З привокзальної площі починається шлях всіх, хто приїхав до Євпаторії залізницею, а з автовокзалу починається Євпаторія для тих, хто приїхав на автобусі.
На ділянці від вул. Караєва до вул. Дм. Ульянова вулиця Інтернаціональна йде уздовж колишньої фортечної стіни Гезлева, а на перетині з вул. Лікарняною в середині століття розташовувалися Земляні ворота, одні з п'яти міських воріт середньовічного Гезлева.
Вулиця Інтернаціональна починається біля вулиці Перекопської, далі петляє до текіє дервішів, розширюючись близько Катика (площі Металістів), тягнеться до колгоспного ринку і далі до вокзалів, хлібо- і молокозаводів у бік села Уютне, і після перетину з вулицею 60 років ВЛКСМ переходить в Євпаторійське шосе, яке тягнеться від Євпаторії через село Уютне до села Молочного.
До революції вулиця Інтернаціональна була коротшою і називалася вона Свято-Миколаївською.
Крім текіє дервішів, на вулиці Інтернаціональній розташовані ще кілька історичних будівель. Серед них Вірменська церква, що перебуває на території нинішнього будинку для людей похилого віку і майже навпроти будинок Мамуни.
На вулиці Інтернаціональній у радянські часи був розташований один з основних кінотеатрів Євпаторії — «Батьківщина». Значний репертуар якого складали дитячі кінофільми та індійське кіно.
Після розвалу СРСР будівля кінотеатру була занедбана. Пізніше його просто знесли і на цьому місці був пустир. Не так давно на місці колишнього кінотеатру «Батьківщина» звели супермаркет «Фреш».
Через жвавість людського руху по вулиці Інтернаціональній, а так само розташування вокзалів Євпаторії, все більша кількість квартир перших поверхів перебудовуються під різні магазини, особливо на ділянці від перехрестя з вулицею Токарєва до перехрестя з вулицею Крупської.

## Будівлі
- Євпаторійська загальноосвітня школа I—III ступенів № 1
- Бібліотека-філія № 2 імені Л. Українки
- Бібліотека-філія № 3 імені Н. Крупської
- Євпаторія-Курорт — залізничний вокзал Євпаторії.
- Будинок Мамуни
- Текіє дервішів
- Театр-студія ляльок «Маріонетки»